# Rudolf Klausnitzer
Rudolf "Rudi" Klausnitzer (né le 22 janvier 1948 à Piberbach) est un journaliste, directeur de théâtre et hommes d'affaires autrichien.

## Biographie
Rudi Klausnitzer va à l'école à Linz et obtient sa maturite en 1966. Il étudie jusqu'en 1969 à l'université de Salzbourg les sciences politiques et de la communication. En 1968, il travaille comme pigiste pour les stations régionales de l'ÖRF. L'année suivante, il est pour Ö3 responsable des programmes Ö3-Wecker et Ö3-Magazin.
De 1972 à 1974, il est un conseiller personnel de Gerd Bacher, le directeur général de l'ÖRF. Au studio de Salzbourg, Klausnitzer est rédacteur de la rubrique "Famille" et développe un magazine hebdomadaire sur la santé. En 1979, il est nommé à la direction d'Ö3.
Au milieu des années 1980, il devient consultant sur le secteur de la télévision pour Bertelsmann en Allemagne et développe la télévision payante. Après avoir collaboré à la création de Radio Hamburg, il est directeur général et directeur des programmes de Sat.1. En 1989, il rejoint Premiere lors de sa création.
Il revient en Autriche en 1992 pour succéder à Peter Weck en tant que directeur du Vereinigte Bühnen Wien et organise les premières de comédies musicales. De 1992 à 2006, il est le directeur du Theater an der Wien.
En juin 2002, il est rédacteur en chef et directeur général de News. Début 2006, il démissionne et rejoint le conseil consultatif. En août 2006, il postule pour le poste de directeur général de l'ÖRF.
Depuis 2007, il est un consultant indépendant sur les médias et développe les projets de DMCGROUP en matière de Web 2.0 et de médias sociaux et collabore avec des organismes internationaux de médias comme l'école de journalisme de l'université Fudan. En 2008, il est nommé membre du conseil de l'université de médecine de Vienne.
Il est l'époux depuis le 18 décembre 1981 de la journaliste Isabella Klausnitzer (de).